# Генрих V де Водемон
Анри де Жуанвиль, Генрих V де Водемон (фр. Henri de Joinville, Henri V de Vaudémont; 1327—1365) — сеньор де Жуанвиль с 1343, граф Водемона (Генрих V) с 1348. Последний представитель прямой мужской линии Жуанвилей.
Сын Ансо де Жуанвиля, сира де Жуанвиль, и его второй жены Маргариты де Водемон, дочери графа Водемона Генриха III.

## Биография
После смерти отца унаследовал сеньорию Жуанвиль, после смерти деда с материнской стороны — графство Водемон.
В 1342—1365 сенешаль Шампани. В 1356 г. участвовал в битве при Пуатье и попал в плен. Освобождён за выкуп.
В 1358 г. руководил подавлением Жакерии в Шампани.
Анри де Жуанвиль с 1347 г. был женат на Марии де Люксембург, дочери Жана Люксембургского, графа Линьи. Дети:
- Маргарита (1354—1418), графиня Водемона, сеньора Жуанвиля и Удана;
- Аликс (ум. 1413), с 1373 жена Тибо VII (1361—1396), сеньора Нёвшатель-ан-Бургонь.
- двое сыновей умерли в детском возрасте.